# Sutton (Virginia Occidentale)
Sutton è un comune degli Stati Uniti d'America, situato nello Stato della Virginia Occidentale, nella Contea di Braxton, della quale è il capoluogo.